# 不法無線局
不法無線局（ふほうむせんきょく）は、電波法に規定する免許または登録をせずに開設する無線局のことである。
俗語ではアンカバー、UCともいう（“足を見せない”意のアンダーカバー、英語: Undercovered から）。
免許または登録を受けていながら、その範囲を逸脱して運用する場合は違法無線局と呼び、区別される 。

## 概要
電波資源は有限であり、その性質上、各人が自由に使用した場合、お互いに混信や妨害を与え、正常な通信ができなくなるなどのトラブルを招く恐れが大きいため、電波の使用が他者の不利益とならないよう、また、限られた周波数帯を用途別などに整理するため、国際電気通信連合による世界的な管理・監督が行われている。
日本では、電波法により総務省が使用を規制している。その大要は、
無線局を開設しようとする者は、原則として免許または登録を必要とする。例外となるのは
- 微弱電波、市民ラジオ、小電力無線局
  - 微弱電波とは出力ではなく電界強度で規定されており、無線設備から3mの距離において
    - 322MHz以下の周波数では500μV/m以下
    - 322MHzを超え10GHz以下の周波数では35μV/m 以下

- 訪日外国人が持ち込んだWi-Fi、Bluetooth等の機器で入国から90日以内のもの
- 実験・試験・調査のための小電力無線局用適合表示無線設備相当の機器（技適未取得機器という。）として届出から180日以内のもの

免許または登録に際しては、総務省令無線局（基幹放送局を除く。）の開設の根本的基準または基幹放送局の開設の根本的基準に適合することが審査される
ことである。
不法無線局は、これらの行政手続きを行わず、勝手に開設される無線局である。免許または登録を受けずに送信機をアンテナに接続し電波が発射できる状態にしていれば、実際に発射しなくても不法無線局を開設していることになる。従って、「免許が不要な無線傍受のみが目的である」といった理由で刑罰を免れる事はできない。また、正規に免許または登録を受けた無線局であっても有効期限を経過してしまえば不法無線局となる。
不法無線局はかつて、
- 市民ラジオの27MHz帯
- アマチュア無線の144MHz帯、430MHz帯
- パーソナル無線の900MHz帯

の三種類が多数を占め「不法三悪」と言われてきた。
- 「不法三悪」の語がインターネットアーカイブで確認できる最古のものは、1997年（平成9年）の北海道電気通信監理局の広報資料[7]にある。以後も地方電気通信監理局や総合通信局の資料に見られる。広報誌『総務省』では2011年6月号[8]、電波利用ホームページでは2013年（平成25年）1月[9]、情報通信白書では平成25年版[10]が最古に確認できるものである。

不法三悪の無線局は、通信距離を向上させるため大出力の送信機用増幅器（ブースター、リニアアンプ）を設けて運送用車両に搭載されることが多く、道路沿線での電子機器への電波障害や正規の無線局に妨害を与えるため大きな社会問題となり、警告するために特別業務の局の一種である規正用無線局が免許されている。
また、不法三悪のような不法開設の多い周波数帯の不法無線局は特定不法開設局と、特定不法開設局に使用されるおそれのある無線機は指定無線設備と規定され、
これらの無線機の小売業者は指定無線設備小売業者として「免許を申請する必要があり、免許が無いのに使用した場合は刑事罰に処せられる。」ことを呈示しなければならないことが義務付けられている。
この規定に違反した業者は必要な措置を講ずべきことを指示することができる、つまり行政指導の対象となるが、この指示にあたっては経済産業大臣の同意を得なければならないとされる。
- 指定無線設備は、電波法施行規則に不法三悪の無線機と800MHz帯（プラチナバンド）の電気通信事業者以外が設置する携帯電話・PHS中継装置が規定されている[15]。
- アマチュア無線では、広域レピータが通信妨害され、レピータ管理団体がフォックスハンティングの手法で探知すること[16]もあった。

総務省は、不法三悪による重要無線通信等への混信・妨害が減少する一方で、電波法の技術基準に適合していない機器（不適合機器と呼んでいる。）による混信・妨害が問題となっていると分析している。免許が不要な微弱電波と称しながら基準を上回る出力を発射する機器のことである。同様にインターネット等による輸入・販売により外国規格の機器が流通しているがこれを抑制することも課題であるとしている。
この不適合機器は次のようなものである。
- 技適マークの無い2.4GHz・5.6GHz帯ラジコン送信機
  - これ以外の周波数帯は、微弱無線局であるので技適マークは無い。
- 携帯電話等を妨害電波により抑止するための無免許の通信機能抑止装置
- 外国規格のトランシーバー（Family Radio Service（英語版） (FRS）やGeneral Mobile Radio Service（英語版） (GMRS））
- 通信距離が向上するように改造した無線LANやキーレスエントリーの送信機、
- 無線式盗聴器
- 外国仕様の野生生物生態調査用ビーコンや、猟犬に装着するドッグマーカー

## 報告
不法無線局または違法無線局を認めた無線局の免許人または登録人は、電波法第80条第2号の規定により、総務大臣に報告しなければならない。具体的には、電波法施行規則第42条の3により無線局を所轄する総合通信局（沖縄総合通信事務所を含む。以下同じ。）に、文書をもって報告する（「80条報告」と呼ぶ。）。この規定は、無線局の免許人または登録人以外の者が、文書以外の方法で報告することを妨げるものではない。
必要事項は次の通りであるが、不明なものは記入しなくてよい。
- 不法無線局（違法無線局）の運用者の住所、氏名、電話番号
- コールサインまたは通信に使用している愛称、電波型式、周波数、受信日時
- 通信の概要その他参考となる事項

専用の書式もあるが、これにこだわらなくともよい。

### メールフォームからの報告
関東総合通信局では2014年以降、メールフォームでの通報が可能となった。
メールフォームから送信すると、総務省のサーバーから内容確認のメールが折り返されてくるため、報告した日時や内容を証拠として残すことができる。

## 通報
80条報告はあくまで総合通信局に対する「報告」でしかないため、調査や摘発が行われるまで時間がかかったり、そのまま放置される事も多々ある。
よって、実際に不法,違法無線局の開設により、電波障害や通信が妨害される等の被害や、不法に設置された無線局の目撃、音声等による脅迫や嫌がらせを受けた場合は、他の一般的な犯罪と同様、110番通報により犯行現場に警察を向かわせたり、被害届を提出し犯罪捜査を求める事ができる。
特にアマチュア無線の場合、個人情報保護法が成立した2003年以降も、JARL(日本アマチュア無線連盟)がコールサインから個人の住所、氏名、電話番号、を探す事のできる「日本アマチュア無線局名録」や「JARL会員局名録」の販売を続けており、バックナンバーもネットオークション等で販売され誰でも入手できるため、不幸にも不法局に遭遇しコールサインを聞かれてしまった場合、犯罪者が簡単にアマチュア無線家の個人情報を調べることができてしまう。もし何らかのトラブルが発生した際は早急に110番通報を行う事で、自宅周辺の見回りの強化や、トラック,ダンプ車両等に対する取り締まりの強化を求める事ができる。

## 取締りと罰則・行政処分
取締り
不法無線局に対する取締りは、総合通信局が行う。総合通信局は、司法官庁ではなく行政官庁であり、特別司法警察職員はいないため、取締りは警察あるいは海上保安庁の協力を得て、合同取締りの体裁で行われる。
また、合同取締りとは別に警察あるいは海上保安庁が独自の取締りを行っている。この時に押収された無線設備については、総合通信局に鑑定の依頼をしており、送信可能な周波数及び空中線電力等を測定し、その結果及び当該機器を使用するための免許の有無等が捜査機関に報告される。
罰則
不法無線局の開設については、電波法第110条第1項第1号に「免許または登録を受けずに無線局を開設した者は、1年以下の懲役または100万円以下の罰金」と規定している。
また、同法第108条の2第1項には「電気通信業務又は放送の業務の用に供する無線局の無線設備又は人命若しくは財産の保護、治安の維持、気象業務、電気事業に係る電気の供給の業務若しくは鉄道事業に係る列車の運行の業務の用に供する無線設備を損壊し、又はこれに物品を接触し、その他その無線設備の機能に障害を与えて無線通信を妨害した者は、5年以下の懲役又は250万円以下の罰金」と規定している。
- 第108条の2は不法無線局に限らずすべての無線局に適用され、第2項により未遂も同罪であることから「運用」をしなくとも「開設」しただけで対象となり、刑法第234条の威力業務妨害の「3年以下の懲役又は50万円以下の罰金」より重く処罰される可能性がある。

無線従事者が不法無線局または違法無線局を開設した場合は、「法知識がありながら違法行為を行った」という事で、無資格者に比べて量刑が重くなる。
没収された無線機器は、メーカーや不正改造の有無に関係なく破砕処理される。
行政処分
罰則とは別に
- 不法無線局または違法無線局を開設し、電波法に規定する刑の執行後または執行猶予期間満了から2年間を経過しない者は、無線局や無線従事者の免許を受けられないことがある[20][21]。
- 無線従事者が不法無線局または違法無線局を開設した場合は、無線従事者の免許の取消し又は3ヶ月以内の業務停止の行政処分の対象にもなる[22]。

## 使用に注意が必要な機器
ここでは、電波の不法使用（不法無線局の開設）につながる可能性のある機器を取り上げる。
周波数の割当ては国によって異なるので、基本的に電波を発する製品はその国でしか使えない。
使用者に悪意がなく、電波法を犯しているという自覚がなくても、罰せられる可能性がある。
トランシーバー
462MHz帯と467MHz帯のFRSやGMRS（メーカーはミッドランド（Midland Radio）、モトローラ（Talkaboutシリーズ、 TLKRシリーズなどの海外販売品））、27MHz帯の不法市民ラジオなど外国規格でありながら日本国内に流通しているトランシーバーがある。
これらを使用すると、業務無線などに妨害を与える可能性がある。「米国規格(FCC rule)に適合している」などと宣伝している場合があるが、これは米国領内で有効であるという意味（技術基準適合証明機器が使用できるのは日本国内のみであるのと同様）しかない。
電波法令の技術基準に適合している証明として、玩具を除き技適マーク又は無線機器型式検定規則による検定マークがあるか確認することは最低の条件である。但し、認証の時期によってはこれらのマークがあっても使用できないものがある。
例外として、アマチュア無線の周波数帯はITU地域により一部例外はあるものの基本的に世界共通である。従って、アマチュア無線機は保証認定されれば免許申請できる（アマチュア局の開局手続きを参照）。
ラジコン
ラジコン用に割り当てられている周波数帯の内、2.4GHz帯を使用するものは小電力データ通信システムの無線局であり、技適マークの表示を要する。
その他の周波数帯は微弱電波によるもので電波法令上に何らかの表示をする義務は無いが、自主規制として27MHz帯用は日本ラジコン模型工業会(JRM)が、40MHz帯用及び72MHz帯用は日本ラジコン電波安全協会(RCK)が証明シールを貼付している。
FMトランスミッター、ワイヤレスマイク
外国仕様のFMステレオ・トランスミッターやワイヤレスマイクは、電波法令の技術基準とは異なる場合があり、それを知らずに使用していると近傍周波数の放送の受信に妨害、またスプリアス（高調波）などで他の通信に妨害を与えるなどの可能性がある。
任意制度であるが、民間団体が微弱無線設備を登録し、微弱無線マーク（ELPマーク）を発行している。
コードレス電話
外国仕様のコードレス電話は、国内用と周波数帯が異なったり大出力の場合があり、他の無線に妨害を与えてしまう可能性がある。「海外向け製品はデザインが優れている、通話距離が長い」などと宣伝して、日本国内に古くから出回っている。
1987年（昭和62年）のコードレス電話自由化前後までは、VHF以下や380MHz帯を使った物が主流であったが、1990年代末頃からは、1.9GHz帯や2.4GHz帯や5.6GHz帯のデジタル式が主流である。
国内で使用できるものには技適マークが表示されている。
2.4GHz、5.6GHz帯ISMバンド機器
上述の2.4GHz帯ラジコン以外にも無線LAN、Wi-Fi、Bluetooth、ワイヤレスカメラ、ベビーモニター等、2.4GHz、5.6GHz帯ISMバンドを使用する機器は様々なものがあるが、これらは小電力データ通信システムであるものでなければならない。日本国外の規格のISMバンドの無線通信機器は、小電力データ通信システムと比較すると概して出力が大きくこのバンドの使用者に妨害を与えてしまう可能性がある。国内で使用できるものには技適マークが表示されている。
5.6GHz帯の利用は室内およびこれに準ずるものとして航空機内、船舶内または車両内のみに許可されており、屋外での利用は禁止されている。
野生生物生態調査用ビーコン、ドッグマーカー
ドッグマーカーは猟犬マーカーとも称し、外国製のものは144MHz帯を用いている製品が多いが、これはアマチュア業務（＝アマチュア無線）の周波数である。また「周波数を上下に調整可能」と謳う物があるが、アマチュア用周波数の直下の143MHz帯、直上の146MHz帯はともに官公庁の公共業務用、放送事業者の放送事業用、その他民間の各種事業者の一般業務用として割り当てられており、これらの業務を妨害することとなる。
日本では特定小電力無線局の一種である人・動物検知通報システム用（旧称動物検知通報システム用）に規定された142MHz帯のものを使用しなければならない。
特定小電力無線局の機器には技適マークが表示されている。
携帯電話・PHS中継装置、通信機能抑止装置
携帯電話・PHS中継装置は、電気通信事業者が免許を取得し設置するもので技適マークが表示されている。その他の者は設置することはできない。
通信機能抑止装置は、劇場・コンサートホールなど静粛を必要とする、その他病院・ATMなど携帯電話等の使用が望ましくない場所を管理する事業者が特別業務の局（従前は実験試験局）の免許を取得し、装置を据え付けて使用するもので、予備免許を取得し落成検査に合格し第三級陸上特殊無線技士以上の無線従事者による管理のもとに運用する。持ち運べる形状のものは、不特定の範囲の携帯電話・PHSの機能を抑止するので免許されない。

## 無線設備試買テスト
総務省は、微弱電波の範囲を超える無線機が市場に多数流通し、他の無線局に障害を与える事例が発生していることから、一般消費者が購入・使用し、障害を与えることがないよう、微弱電波の範囲を超えるおそれがある無線機を試買して測定する「無線設備試買テスト」を行っている。微弱電波の範囲を超える無線機については電波利用ホームページで公表するとともに、製造・販売・輸入業者に対し技術基準に適合するよう行政指導している。

## 略歴
- 1950年（昭和25年）- 電波法が制定[26]された。第110条第1項第1号の罰則の対象は「免許を受けないで無線局を運用した者」であり、「運用」とは「無線機から電波を発射する」ことを意味し事実上現行犯でなければ逮捕できなかった。
- 1983年（昭和58年）- 罰則の対象が免許を受けないで無線局を「運用した者」から「開設した者」と改正[27]された。
- 1992年（平成4年）- 不法パーソナルの無線局へ警告する規正用無線局が免許[28]された。
- 1994年（平成6年）- 特定不法開設局と指定無線設備が規定[29]された。
  - 不法市民ラジオと不法パーソナルの無線局及びこれ用の無線機が、特定不法開設局と指定無線設備[30]とされた。
- 1996年（平成8年）
  - 144MHz帯と430MHz帯のアマチュア無線機が指定無線設備[31]とされた。
  - 144MHz帯と430MHz帯の不法アマチュア局へ警告する規正用無線局が免許[32]された。
- 2001年（平成13年）- 不法市民ラジオの無線局へ警告する規正用無線局が免許[33]された。
- 2005年（平成17年）-  登録局が制度化[34]された。登録局の不法開設の罰則は免許を要する無線局と同等[35]である。
- 2013年（平成25年）
  - 無線設備試買テストが開始[36]された。
  - 電気通信事業者以外が設置した携帯電話・PHS中継装置が指定無線設備[37]とされた。
- 2016年（平成28年）- 訪日外国人が持ち込んだWi-Fi、Bluetooth等の機器が入国から90日以内は免許不要局とみなされること[38]となった。
- 2019年（令和元年）- 技適未取得機器は届出から180日以内は免許不要局とみなされること[39]となった。

## 出現・措置状況
| 年度                                                                                | 昭和63年度 | 昭和63年度 | 平成元年度 | 平成元年度 | 平成2年度  | 平成2年度  | 平成3年度  | 平成3年度  | 平成4年度  | 平成4年度  | 平成5年度  | 平成5年度  | 平成6年度  | 平成6年度  | 平成7年度  | 平成7年度  |
| ----------------------------------------------------------------------------------- | ---------- | ---------- | ---------- | ---------- | ---------- | ---------- | ---------- | ---------- | ---------- | ---------- | ---------- | ---------- | ---------- | ---------- | ---------- | ---------- |
| 合計                                                                                | 17,080     | 2,883      | 21,024     | 3,384      | 26,245     | 2,868      | 38,408     | 3,509      | 29,557     | 3,329      | 30,641     | 3,600      | 30,899     | 3,841      | 33,946     | 7,004      |
| 不法パーソナル                                                                      | 3,439      | 216        | 4,250      | 257        | 7,150      | 187        | 22,631     | 310        | 13,754     | 615        | 9,975      | 354        | 9,255      | 587        | 11,785     | 3,019      |
| 不法アマチュア                                                                      | 2,952      | 164        | 3,740      | 226        | 3,960      | 254        | 4,772      | 315        | 3,902      | 411        | 7,124      | 303        | 10,539     | 293        | 11,527     | 394        |
| 不法市民ラジオ                                                                      | 6,591      | 1,489      | 8,152      | 2,072      | 9,711      | 1,770      | 8,567      | 2,086      | 9,559      | 1,597      | 10,325     | 2,298      | 8,664      | 2,296      | 8,145      | 2,551      |
| その他                                                                              | 4,098      | 1,014      | 4,882      | 829        | 5,424      | 657        | 2,438      | 798        | 2,342      | 706        | 3,217      | 645        | 2,441      | 665        | 2,489      | 1,040      |
| 年度                                                                                | 平成8年度  | 平成8年度  | 平成9年度  | 平成9年度  | 平成10年度 | 平成10年度 | 平成11年度 | 平成11年度 | 平成12年度 | 平成12年度 | 平成13年度 | 平成13年度 | 平成14年度 | 平成14年度 | 平成15年度 | 平成15年度 |
| 合計                                                                                | 35,995     | 6,543      | 36,316     | 6,727      | 45,136     | 6,528      | 37,422     | 7,233      | 34,067     | 4,986      | 23,396     | 5,841      | 17,670     | 5,148      | 20,720     | 8,344      |
| 不法パーソナル                                                                      | 12,018     | 2,230      | 13,162     | 1,798      | 19,068     | 2,113      | 15,802     | 2,676      | 16,660     | 1,423      | 11,896     | 1,906      | 7,594      | 1,600      | 9,265      | 3,138      |
| 不法アマチュア                                                                      | 13,206     | 1,192      | 11,282     | 989        | 15,726     | 1,038      | 12,173     | 1,087      | 9,400      | 1,270      | 4,067      | 252        | 2,126      | 454        | 2,911      | 929        |
| 不法市民ラジオ                                                                      | 9,287      | 2,375      | 10,344     | 3,327      | 9,481      | 2,917      | 8,317      | 2,657      | 6,651      | 1,689      | 6,565      | 2,532      | 7,096      | 2,476      | 6,512      | 2,872      |
| その他                                                                              | 1,444      | 746        | 1,528      | 613        | 861        | 460        | 1,130      | 813        | 1,356      | 604        | 868        | 1,151      | 854        | 618        | 2,032      | 1,405      |
| 年度                                                                                | 平成16年度 | 平成16年度 | 平成17年度 | 平成17年度 | 平成18年度 | 平成18年度 | 平成19年度 | 平成19年度 | 平成20年度 | 平成20年度 | 平成21年度 | 平成21年度 | 平成22年度 | 平成22年度 | 平成23年度 | 平成23年度 |
| 合計                                                                                | 15,765     | 7,511      | 13,966     | 4,737      | 12,168     | 4,301      | 12,083     | 4,135      | 10,232     | 3,520      | 9,270      | 2,918      | 8,538      | 2,452      | 8,903      | 2,496      |
| 不法パーソナル                                                                      | 7,249      | 2,701      | 5,995      | 1,537      | 5,274      | 1,352      | 4,424      | 1,108      | 1,617      | 602        | 920        | 260        | 479        | 228        | 2,081      | 322        |
| 不法アマチュア                                                                      | 2,487      | 1,065      | 1,695      | 850        | 2,764      | 827        | 2,549      | 869        | 3,097      | 589        | 2,283      | 744        | 1,525      | 507        | 1,367      | 366        |
| 不法市民ラジオ                                                                      | 4,503      | 2,539      | 4,398      | 1,572      | 2,162      | 1,065      | 1,592      | 618        | 1,592      | 558        | 1,729      | 205        | 1,295      | 177        | 538        | 203        |
| その他                                                                              | 1,526      | 1,206      | 1,878      | 778        | 1,968      | 1,057      | 3,527      | 1,540      | 3,926      | 1,771      | 4,338      | 1,709      | 5,239      | 1,540      | 4,917      | 1,605      |
| 年度                                                                                | 平成24年度 | 平成24年度 | 平成25年度 | 平成25年度 | 平成26年度 | 平成26年度 | 平成27年度 | 平成27年度 | 平成28年度 | 平成28年度 | 平成29年度 | 平成29年度 | 平成30年度 | 平成30年度 | 令和元年度 | 令和元年度 |
| 合計                                                                                | 8,581      | 3,269      | 7,101      | 1,992      | 7,321      | 1,680      | 5,152      | 2,386      | 4,441      | 1,364      | 4,770      | 1,468      | 4,694      | 1,344      | 6,537      | 1,247      |
| 不法パーソナル                                                                      | 2,788      | 712        | 865        | 138        | 784        | 86         | 265        | 148        | 245        | 28         | 99         | 33         | 40         | 25         | 28         | 22         |
| 不法アマチュア                                                                      | 1,803      | 555        | 2,225      | 545        | 1,592      | 425        | 1,291      | 631        | 1,229      | 269        | 1,749      | 257        | 1,253      | 291        | 1,739      | 254        |
| 不法市民ラジオ                                                                      | 342        | 150        | 642        | 177        | 404        | 95         | 375        | 52         | 478        | 52         | 414        | 50         | 443        | 46         | 477        | 50         |
| その他                                                                              | 3,648      | 1,852      | 3,369      | 1,132      | 4,541      | 1,074      | 3,221      | 1,555      | 2,489      | 1,057      | 2,508      | 1,128      | 2,958      | 982        | 4,293      | 921        |
| 左欄：出現数、右欄：措置数 - 情報通信白書 - 電波監視 - 不法無線局等の出現数・措置数 |            |            |            |            |            |            |            |            |            |            |            |            |            |            |            |            |

| 年度                                                      | 平成23年度 | 平成23年度 | 平成24年度 | 平成24年度 | 平成25年度 | 平成25年度 | 平成26年度 | 平成26年度 | 平成27年度 | 平成27年度 | 平成28年度 | 平成28年度 | 平成29年度 | 平成29年度 | 平成30年度 | 平成30年度 |
| --------------------------------------------------------- | ---------- | ---------- | ---------- | ---------- | ---------- | ---------- | ---------- | ---------- | ---------- | ---------- | ---------- | ---------- | ---------- | ---------- | ---------- | ---------- |
| 合計                                                      | 4,917      | 1,605      | 3,648      | 1,852      | 3,369      | 1,132      | 4,541      | 1,074      | 3,221      | 1,555      | 2,489      | 1,015      | 2,508      | 1,128      | 2,958      | 982        |
| 不法特定船舶局                                            | 1,136      | 763        | 1,524      | 1,253      | 996        | 645        | 1,224      | 648        | 830        | 917        | 765        | 732        | 772        | 760        | 866        | 753        |
| 不法簡易無線局                                            | 196        | 138        | 510        | 442        | 718        | 386        | 538        | 283        | 486        | 171        | 529        | 120        | 178        | 181        | 371        | 82         |
| 外国規格無線機器                                          | 2,748      | 169        | 772        | 112        | 977        | 33         | 1,821      | 81         | 1,047      | 165        | 599        | 82         | 1,074      | 98         | 340        | 71         |
| 上記以外                                                  | 837        | 535        | 842        | 45         | 678        | 68         | 958        | 62         | 858        | 302        | 596        | 81         | 484        | 89         | 1,381      | 76         |
| 年度                                                      | 令和元年度 | 令和元年度 |            |            |            |            |            |            |            |            |            |            |            |            |            |            |
| 合計                                                      | 4,293      | 921        |            |            |            |            |            |            |            |            |            |            |            |            |            |            |
| 不法特定船舶局                                            | 608        | 560        |            |            |            |            |            |            |            |            |            |            |            |            |            |            |
| 不法簡易無線局                                            | 299        | 109        |            |            |            |            |            |            |            |            |            |            |            |            |            |            |
| 外国規格無線機器                                          | 213        | 51         |            |            |            |            |            |            |            |            |            |            |            |            |            |            |
| 上記以外                                                  | 3,173      | 201        |            |            |            |            |            |            |            |            |            |            |            |            |            |            |
| 左欄：出現数、右欄：措置数 - 不法無線局等の出現数・措置数 |            |            |            |            |            |            |            |            |            |            |            |            |            |            |            |            |